# Säsong 4 av Teenage Mutant Ninja Turtles (2003)
Säsong 4 av Teenage Mutant Ninja Turtles (2003) är seriens fjärde säsong.

## Lista över avsnitt
| Nr |  | Titel                          |  | Regissör    | Manus            |  |  | Originalvisning                  |                      | TV-kod |  |  |
| --- |  | ------------------------------ |  | ----------- | ---------------- |  |  | -------------------------------- | -------------------- | ------ |  |  |
| 79 |  | "Cousin Sid"                   |  | Roy Burdine | Christopher Yost |  |  | 10 september 2005                |                      |        |  |  |
| När sköldpaddorna återvänder till lantgården i Northampton, Massachusetts dyker Casey Jones kusin Sid upp. |  |                                |  |             |                  |  |  |                                  |                      |        |  |  |
| 80 |  | "The People's Choice"          |  | Roy Burdine | Baz Hawkins      |  |  | 17 september 2005                |                      |        |  |  |
| Sköldpaddorna utforskar ett sågverk i Northampton, Massachusetts, då utomjordingen Jhanna störtar ner i en närliggande sjö. Samtidigt uttrycker Casey Jones sina känslor för April. |  |                                |  |             |                  |  |  |                                  |                      |        |  |  |
| 81 |  | "Sons of the Silent Age"       |  | Roy Burdine | Steve Murphy     |  |  | 24 september 2005                |                      |        |  |  |
| Under sina äventyr i Northampton, Massachusetts färdas sköldpadorna, April och Casey Jones på en flotte länsmed Connecticutfloden. Leonardo uttrycker sina skamkänslor från senaste striden mot Shredder. Snart dyker en fiskliknande humanoidvarelse upp. Titelreferens: Sons of the Silent Age                                                           |  |                                |  |             |                  |  |  |                                  |                      |        |  |  |
| 82 |  | "Dragon's Brew"                |  | Roy Burdine | Michael Ryan     |  |  | 8 oktober 2005                   |                      |        |  |  |
| Hun återvänder till Purple Dragons och inleder en serie vapenstölder. |  |                                |  |             |                  |  |  |                                  |                      |        |  |  |
| 83 |  | "I, Monster"                   |  | Roy Burdine | Brandon Sawyer   |  |  | 15 oktober 2005                  |                      |        |  |  |
| Under träningen leker sköldpaddorna och Casey Jones kurragömma i en övergiven fabrik, där de stöter på Råttkungen. Titelreferens: I, Robot |  |                                |  |             |                  |  |  |                                  |                      |        |  |  |
| 84 |  | "Grudge Match"                 |  | Roy Burdine | Christopher Yost |  |  | 22 oktober 2005                  |                      |        |  |  |
| Michelangelo utmanas av Battle Nexus-rivalen Kluh. |  |                                |  |             |                  |  |  |                                  |                      |        |  |  |
| 85 |  | "Wing and a Prayer"            |  | Roy Burdine | Baz Hawkins      |  |  | 24 september 2005                |                      |        |  |  |
| När sköldpaddorna är ute och tränar på hustaken stöter de på en bevinad art. |  |                                |  |             |                  |  |  |                                  |                      |        |  |  |
| 86 |  | "Bad Day"                      |  | Roy Burdine | Brandon Sawyer   |  |  | 5 november 2005                  |                      |        |  |  |
| Splinter kollapsar under meditationen. |  |                                |  |             |                  |  |  |                                  |                      |        |  |  |
| 87 |  | "Aliens Among Us"              |  | Roy Burdine | Christopher Yost |  |  | 12 november 2005                 |                      |        |  |  |
| USA:s president hotar att dra in anslagen till Earth Protection Force. Agent Bishop iscensätter då en fejkad utomjordisk invasion. |  |                                |  |             |                  |  |  |                                  |                      |        |  |  |
| 88 |  | "Dragons Rising"               |  | Roy Burdine | Michael Ryan     |  |  | 19 november 2005                 |                      |        |  |  |
| Hun försöker stärka Purple Dragons makt genom den olagliga vapenhandeln. |  |                                |  |             |                  |  |  |                                  |                      |        |  |  |
| 89 |  | "Still Nobody"                 |  | Roy Burdine | Baz Hawkins      |  |  | 26 november 2005                 |                      |        |  |  |
| Nobody återvänder och ber sköldpaddorna om hjälp för att stoppa hans fiende, Ruffington, samt Purple Dragons från att sälja vapen till gatuligisterna "Turks". |  |                                |  |             |                  |  |  |                                  |                      |        |  |  |
| 90 |  | "All Hallows Thieves"          |  | Roy Burdine | Gavin Hignight   |  |  | 29 oktober 2005                  |                      |        |  |  |
| Det är Halloween, en av få dagar på året då sköldpaddorna kan gå omkring på gatorna utan förklädnader. Plötsligt stjäl tjuvar en mystisk staty ur Aprils antikaffär. Titelreferens: All Hallows Eve |  |                                |  |             |                  |  |  |                                  |                      |        |  |  |
| 91 |  | "Samurai Tourist"              |  | Roy Burdine | Christopher Yost |  |  | 3 december 2005                  |                      |        |  |  |
| Splinter bjuder in Miyamoto Usagi i hopp om att han kan tala Leonardo tillrätta, efter Leonardos aggressiva beteende. |  |                                |  |             |                  |  |  |                                  |                      |        |  |  |
| 92 |  | "The Ancient One"              |  | Roy Burdine | Steve Murphy     |  |  | 10 december 2005                 |                      |        |  |  |
| När Leonardos aggressiva beteende får honom att skada Splinter, beger han sig till Japan i sökandet efter Den uråldrige, som en gång i tiden tränade Hamato Yoshi. |  |                                |  |             |                  |  |  |                                  |                      |        |  |  |
| 93 |  | "Scion of the Shredder"        |  | Roy Burdine | Eugene Son       |  |  | 4 februari 2006                  |                      |        |  |  |
| Medan Leonardo är i Japan, bevittnar Donatello och Michelangelo Shredders återkomst. |  |                                |  |             |                  |  |  |                                  |                      |        |  |  |
| 94 |  | "Prodigal Son"                 |  | Roy Burdine | Gavin Hignight   |  |  | 11 februari 2006                 |                      |        |  |  |
| När Leonardo återvänder hem till sköldpaddornas högkvarter, är hela familjen borta. Snart inser han att Karai inte längre är någon vän. Titelreferens: Prodigal Son |  |                                |  |             |                  |  |  |                                  |                      |        |  |  |
| 95 |  | "Outbreak"                     |  | Roy Burdine | Christopher Yost |  |  | 18 februari 2006                 |                      |        |  |  |
| En serie mutationer bryter ut. |  |                                |  |             |                  |  |  |                                  |                      |        |  |  |
| 96 |  | "The Trouble With Augie"       |  | Roy Burdine | Eugene Son       |  |  | 25 februari 2006                 |                      |        |  |  |
| April får en nödsingal från sin faster/moste Augie, som för flera år sedan försvann till en annan värld. |  |                                |  |             |                  |  |  |                                  |                      |        |  |  |
| 97 |  | "Insane in the Membrane"       |  | Roy Burdine | Matthew Drdek    |  |  | 14 oktober 2006 (Storbritannien) | 2 augusti 2015 (USA) |        |  |  |
| Baxter Stockmans problem att skaffa sig en ny kropp, får honom att se April som orsaken till alla hans problem. Noterbart: Avsnittet ansågs ursprungligen alltför kontroversiellt för amerikansk TV. Det sändes i stället för första gången i amerikansk TV den 2 augusti 2015, i Nicktoons "Turtle Nation"-maraton. Titelreferens: Insane in the Membrane |  |                                |  |             |                  |  |  |                                  |                      |        |  |  |
| 98 |  | "Return of Savanti, Part I"    |  | Roy Burdine | Christopher Yost |  |  | 11 mars 2006                     |                      |        |  |  |
| Savanti Romero söker hämnd på sköldpaddorna och Renet, vilka skickat honom till Kritaperioden. |  |                                |  |             |                  |  |  |                                  |                      |        |  |  |
| 99 |  | "Return of Savanti, Part II"   |  | Roy Burdine | Christopher Yost |  |  | 18 mars 2006                     |                      |        |  |  |
| Sköldpaddorna och Renet har rest tillbaka i tiden till Kritaperioden, där Savanti Romero med telepatisk kontroll tjämjer dionsaurierna. Savanta försöker förändra historien och evolutionen genom att förhindra att Jorden träffas av meteoritnedslaget som innebar slutet för dinosaurierna.                                                              |  |                                |  |             |                  |  |  |                                  |                      |        |  |  |
| 100 |  | "A Tale of Master Yoshi"       |  | Roy Burdine | Steve Murphy     |  |  | 4 mars 2006                      |                      |        |  |  |
| Under ett strömavbrott berättar Leonardo för övriga sköldpaddor och Splinter om vad han lärt sig av Den uråldrige om Splinters tidigare sensei Hamato Yoshi. |  |                                |  |             |                  |  |  |                                  |                      |        |  |  |
| 101 |  | "Adventures in Turtle-Sitting" |  | Roy Burdine | Roland Gonzalez  |  |  | 25 mars 2006                     |                      |        |  |  |
| Donatello muteras till en monstersköldpadda, som övriga sköldpaddor och Leatherhead måste bevaka. Titelreferens: Adventures in Babysitting |  |                                |  |             |                  |  |  |                                  |                      |        |  |  |
| 102 |  | "Good Genes Part I"            |  | Roy Burdine | Christopher Yost |  |  | 1 april 2006                     |                      |        |  |  |
| När Donatellos mutation blir alltmer instabil, beger sig övriga sköldpaddor och Leatherhead till Agent Bishop för att hitta ett botemedel. Agent Bishop ber i gengäld sköldpaddorna att stjäla utomjordisk teknologi från Fotklanen. |  |                                |  |             |                  |  |  |                                  |                      |        |  |  |
| 103 |  | "Good Genes Part II"           |  | Roy Burdine | Christopher Yost |  |  | 8 april 2006                     |                      |        |  |  |
| Sköldpaddorna går med på Agent Bishops erbjudande, och beger sig till Fotklanens högkvarter. |  |                                |  |             |                  |  |  |                                  |                      |        |  |  |
| 104 |  | "The Ninja Tribunal"           |  | Roy Burdine | Michael Ryan     |  |  | 15 april 2006                    |                      |        |  |  |
| Medan Donatello återhämtar sig från sin mutation, blir sköldpaddorna bortförda av maskerade krigare och förs till Ninjatribunalen. |  |                                |  |             |                  |  |  |                                  |                      |        |  |  |

### Fotnoter
1. ↑  "Master Splinter" (16 mars 2012). ”4 Kids Season 4 – Episode 079 (Cousin Sid)” (på engelska). Mutant Ooze. http://mutantooze.org/wiki/4kids-season-4-episode-079-cousin-sid/. Läst 17 december 2015.
2. ↑  "Master Splinter" (16 mars 2012). ”4 Kids Season 4 – Episode 080 (The People's Choice)” (på engelska). Mutant Ooze. http://mutantooze.org/wiki/4kids-season-4-episode-080-the-peoples-choice/. Läst 17 december 2015.
3. ↑  "Master Splinter" (16 mars 2012). ”4 Kids Season 4 – Episode 081 (Sons of the Silent Age)” (på engelska). Mutant Ooze. http://mutantooze.org/wiki/4kids-season-4-episode-081-sons-of-the-silent-age/. Läst 17 december 2015.
4. ↑  "Master Splinter" (16 mars 2012). ”4 Kids Season 4 – Episode 082 (Dragon's Brew)” (på engelska). Mutant Ooze. http://mutantooze.org/wiki/4kids-season-4-episode-082-dragons-brew/. Läst 17 december 2015.
5. ↑  "Master Splinter" (16 mars 2012). ”4 Kids Season 4 – Episode 083 (I, Monster)” (på engelska). Mutant Ooze. http://mutantooze.org/wiki/4kids-season-4-episode-083-i-monster/. Läst 17 december 2015.
6. ↑  "Master Splinter" (16 mars 2012). ”4 Kids Season 4 – Episode 084 (Grudge Match)” (på engelska). Mutant Ooze. http://mutantooze.org/wiki/4kids-season-4-episode-084-grudge-match/. Läst 17 december 2015.
7. ↑  "Master Splinter" (16 mars 2012). ”4 Kids Season 4 – Episode 085 (Wing and a Prayer)” (på engelska). Mutant Ooze. http://mutantooze.org/wiki/4kids-season-4-episode-085-wing-and-a-prayer/. Läst 17 december 2015.
8. ↑  "Master Splinter" (16 mars 2012). ”4 Kids Season 4 – Episode 086 (Bad Day)” (på engelska). Mutant Ooze. http://mutantooze.org/wiki/4kids-season-4-episode-086-bad-day/. Läst 17 december 2015.
9. ↑  "Master Splinter" (16 mars 2012). ”4 Kids Season 4 – Episode 087 (Aliens Among Us)” (på engelska). Mutant Ooze. http://mutantooze.org/wiki/4kids-season-4-episode-087-aliens-among-us/. Läst 17 december 2015.
10. ↑  "Master Splinter" (16 mars 2012). ”4 Kids Season 4 – Episode 088 (Dragons Rising)” (på engelska). Mutant Ooze. http://mutantooze.org/wiki/4kids-season-4-episode-088-dragons-rising/. Läst 17 december 2015.
11. ↑  "Master Splinter" (16 mars 2012). ”4 Kids Season 4 – Episode 089 (Still Nobody)” (på engelska). Mutant Ooze. http://mutantooze.org/wiki/4kids-season-4-episode-089-still-nobody/. Läst 17 december 2015.
12. ↑  "Master Splinter" (16 mars 2012). ”4 Kids Season 4 – Episode 090 (All Hallows Thieves)” (på engelska). Mutant Ooze. http://mutantooze.org/wiki/4kids-season-4-episode-090-all-hallows-thieves/. Läst 17 december 2015.
13. ↑  "Master Splinter" (16 mars 2012). ”4 Kids Season 4 – Episode 091 (Samurai Tourist)” (på engelska). Mutant Ooze. http://mutantooze.org/wiki/4kids-season-4-episode-091-samurai-tourist/. Läst 17 december 2015.
14. ↑  "Master Splinter" (16 mars 2012). ”4 Kids Season 4 – Episode 092 (The Ancient One)” (på engelska). Mutant Ooze. http://mutantooze.org/wiki/4kids-season-4-episode-092-the-ancient-one/. Läst 17 december 2015.
15. ↑  "Master Splinter" (16 mars 2012). ”4 Kids Season 4 – Episode 093 (Scion of the Shredder)” (på engelska). Mutant Ooze. http://mutantooze.org/wiki/4kids-season-4-episode-093-scion-of-the-shredder/. Läst 17 december 2015.
16. ↑  "Master Splinter" (16 mars 2012). ”4 Kids Season 4 – Episode 094 (Prodigal Son)” (på engelska). Mutant Ooze. http://mutantooze.org/wiki/4kids-season-4-episode-094-prodigal-son/. Läst 17 december 2015.
17. ↑  "Master Splinter" (16 mars 2012). ”4 Kids Season 4 – Episode 095 (Outbreak)” (på engelska). Mutant Ooze. http://mutantooze.org/wiki/4kids-season-4-episode-095-outbreak/. Läst 17 december 2015.
18. ↑  "Master Splinter" (16 mars 2012). ”4 Kids Season 4 – Episode 096 (The Trouble With Augie)” (på engelska). Mutant Ooze. http://mutantooze.org/wiki/4kids-season-4-episode-096-the-trouble-with-augie/. Läst 17 december 2015.
19. 1 2  Nicktoons USA To Premiere "Teenage Mutant Ninja Turtles" (2003) Episode "Insane in the Membrane" On Sunday 2nd August 2015
20. ↑  "Master Splinter" (16 mars 2012). ”4 Kids Season 4 – Episode 097 (Insane in the Membrane)” (på engelska). Mutant Ooze. http://mutantooze.org/wiki/4kids-season-4-episode-097-insane-in-the-membrane/. Läst 17 december 2015.
21. ↑  "Master Splinter" (16 mars 2012). ”4 Kids Season 4 – Episode 098 (Return of Savanti, Part I)” (på engelska). Mutant Ooze. http://mutantooze.org/wiki/4kids-season-4-episode-098-return-of-savanti-romero-part-1/. Läst 17 december 2015.
22. ↑  "Master Splinter" (16 mars 2012). ”4 Kids Season 4 – Episode 099 (Return of Savanti, Part II)” (på engelska). Mutant Ooze. http://mutantooze.org/wiki/4kids-season-4-episode-099-return-of-savanti-romero-part-2/. Läst 17 december 2015.
23. ↑  "Master Splinter" (16 mars 2012). ”4 Kids Season 4 – Episode 100 (A Tale of Master Yoshi)” (på engelska). Mutant Ooze. http://mutantooze.org/wiki/4kids-season-4-episode-100-a-tale-of-master-yoshi/. Läst 17 december 2015.
24. ↑  "Master Splinter" (16 mars 2012). ”4 Kids Season 4 – Episode 101 (Adventures in Turtle-Sitting)” (på engelska). Mutant Ooze. http://mutantooze.org/wiki/4kids-season-4-episode-101-adventures-in-turtle-sitting/. Läst 17 december 2015.
25. ↑  "Master Splinter" (16 mars 2012). ”4 Kids Season 4 – Episode 102 (Good Genes Part I)” (på engelska). Mutant Ooze. http://mutantooze.org/wiki/4kids-season-4-episode-102-good-genes-part-1/. Läst 17 december 2015.
26. ↑  "Master Splinter" (16 mars 2012). ”4 Kids Season 4 – Episode 103 (Good Genes Part II)” (på engelska). Mutant Ooze. http://mutantooze.org/wiki/4kids-season-4-episode-103-good-genes-part-2/. Läst 17 december 2015.
27. ↑  "Master Splinter" (16 mars 2012). ”4 Kids Season 4 – Episode 104 (The Ninja Tribunal)” (på engelska). Mutant Ooze. http://mutantooze.org/wiki/4kids-season-4-episode-104-the-ninja-tribunal/. Läst 17 december 2015.